# Фернандес де Кордоба, Луис
Луис Фернандес де Кордоба (исп. Luis Fernández de Córdoba; 2 августа 1798, Кадис — 22 апреля 1840, Лиссабон) — испанский генерал и дипломат.
Откровенный противник испанской конституции 1812 года, сговорившись с королём Фердинандом VII, организовал в июле 1822 года в гвардии мятеж против либерального правительства, закончившийся неудачей и бегством в Париж. Год спустя вернулся вместе с французской армии под командованием Луи-Антуана, герцога Ангулемского и участвовал в восстановлении абсолютной монархии Фердинанда VII. В награду был назначен послом Испании в Париже, Лиссабоне и Берлине. 
После смерти Фердинанда VII поддержал Изабеллу против карлистов в первой карлистской войне. 12 декабря 1834 года возглавил дивизию и победил Сумалакарреги в битве при Мендасе. Три дня спустя потерпел поражение в Первой битве при Аркихасе и был отправлен в отставку. 24 июня 1835 г. был вызван на службу и стал командующим Северной армии. Три недели спустя одержал важную победу над карлистами в сражении при Мендигоррии, что принесло ему титул маркиза Мендигоррия.
В августе 1836 года прогрессисты восстали против умеренного правительства, и регентша Мария Кристина была вынуждена повторно ввести в действие Конституцию Испании 1812 года. Вместе с высокопоставленными правительственными чиновниками отправился в изгнание, и его заменил Бальдомеро Эспартеро на посту главы правительства и Северной армии.
В 1838 году предпринял неудавшуюся попытку восстания в Севилье и бежал в Португалию, где и умер 2 года спустя.